# Astrometrie

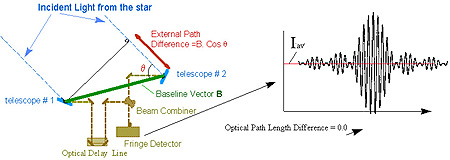
Illustratie van gebruik van interferometrie in de band van zichtbare golflengte om de exacte positie van de sterren te bepalen.

De astrometrie is een deelgebied van de astronomie en behandelt de posities van sterren en andere hemellichamen, hun afstanden en bewegingen.
Het is een van de oudste deelgebieden van de wetenschap, de opvolger van de meer kwalitatieve (niet-kwantitatieve)  positionele astronomie. Astrometrie dateert op zijn minst uit de tijd van Hipparchus, die de eerste stercatalogus van de voor hem zichtbare sterren samenstelde en zodoende een helderheidsschaal uitvond die tegenwoordig nog wordt gebruikt. De moderne astrometrie werd in 1818 ingeluid door de bevindingen die Friedrich Bessel publiceerde in zijn baanbrekende werk Fundamenta astronomiae, waarin hij de gemiddelde positie vastlegde van 3222 sterren die tussen 1750 en 1762 door James Bradley waren waargenomen.
Behalve als grondslag en referentiekader voor astronomische observaties is de astrometrie ook van groot belang voor vakgebieden zoals luchtvaartnavigatie, stellaire dynamica en galactische astronomie.